# North Beach (São Francisco)
North Beach é um bairro no nordeste de São Francisco, na Califórnia. O bairro é conhecido como Little Italy e, historicamente, tem sido o lar de muitos ítalo-americanos.
Em 2008, possuía 20 209 habitantes.